# عراف رومي

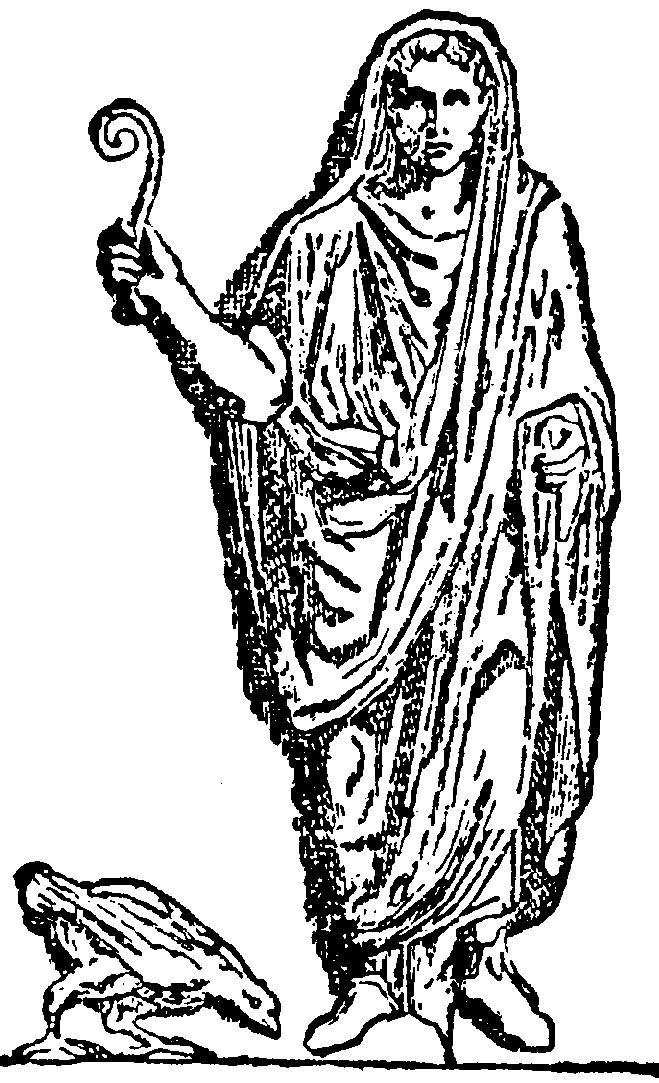
أَوْغور مع العصاة الملفوفة (ليتوس)، صورة من كتاب العائلة الشمالي.

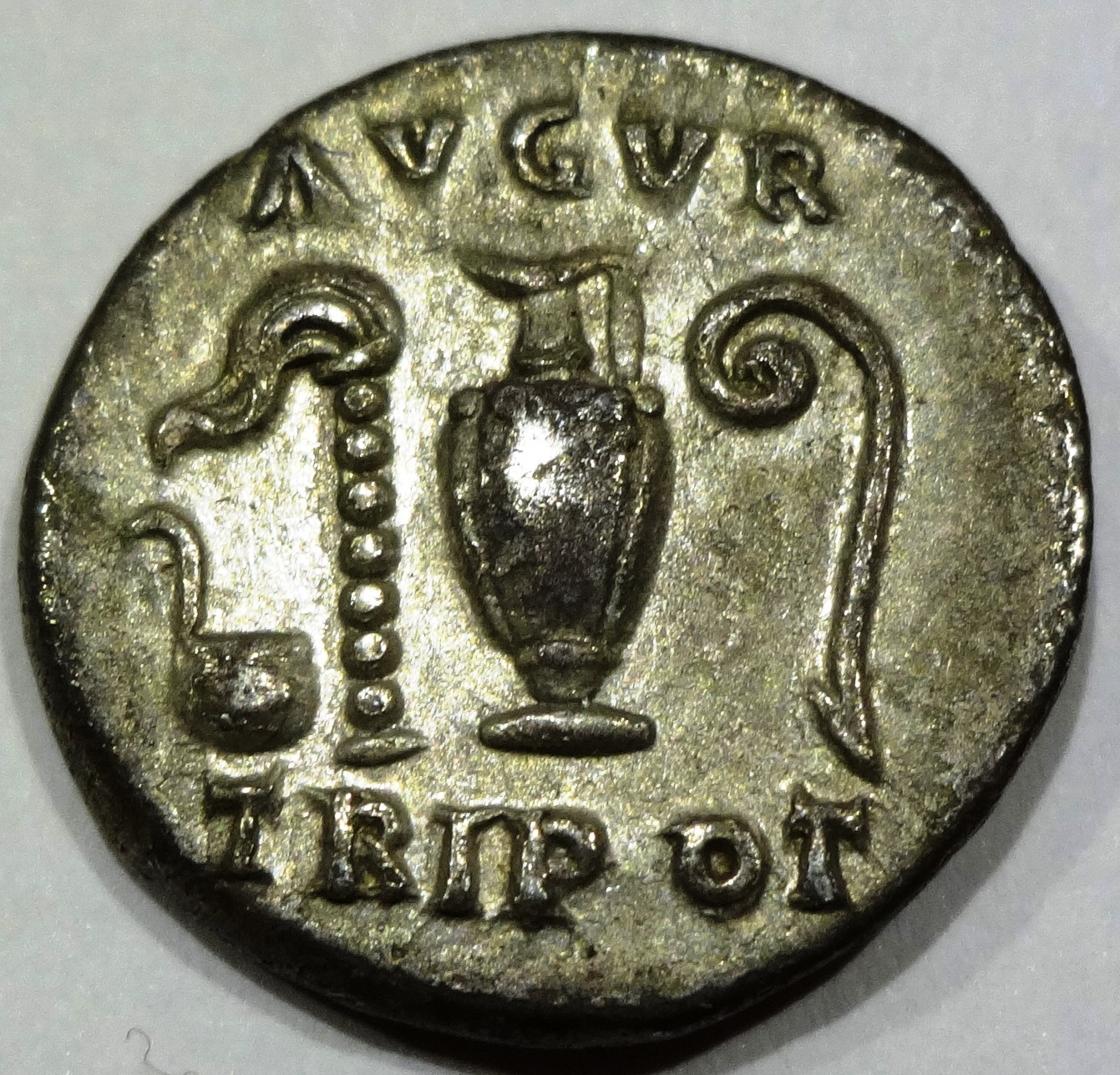
ظهر دينارا الإمبراطور فيسباسيان بعنوان AVGVR، في إشارة إلى السلطة المختارة (TRI [BUNICIA] POT [ESTAS]) للإمبراطور والكهنة. سكت ما بين 71 و 73م.

العرَّاف أو الكاهن أو المتنبئ أو الأَوْغُور موظف رومي وظيفته التحقق في ما إذا كان ما خُطط لتنفيذه أحد من الدولة أو رب أسرة مقبولًا من الآلهة. ويعلن إرادة الآلهة، التي قرأها في توسم الطير من طيران وصيحات الطيور والحيوانات الأخرى.

## الخصائص

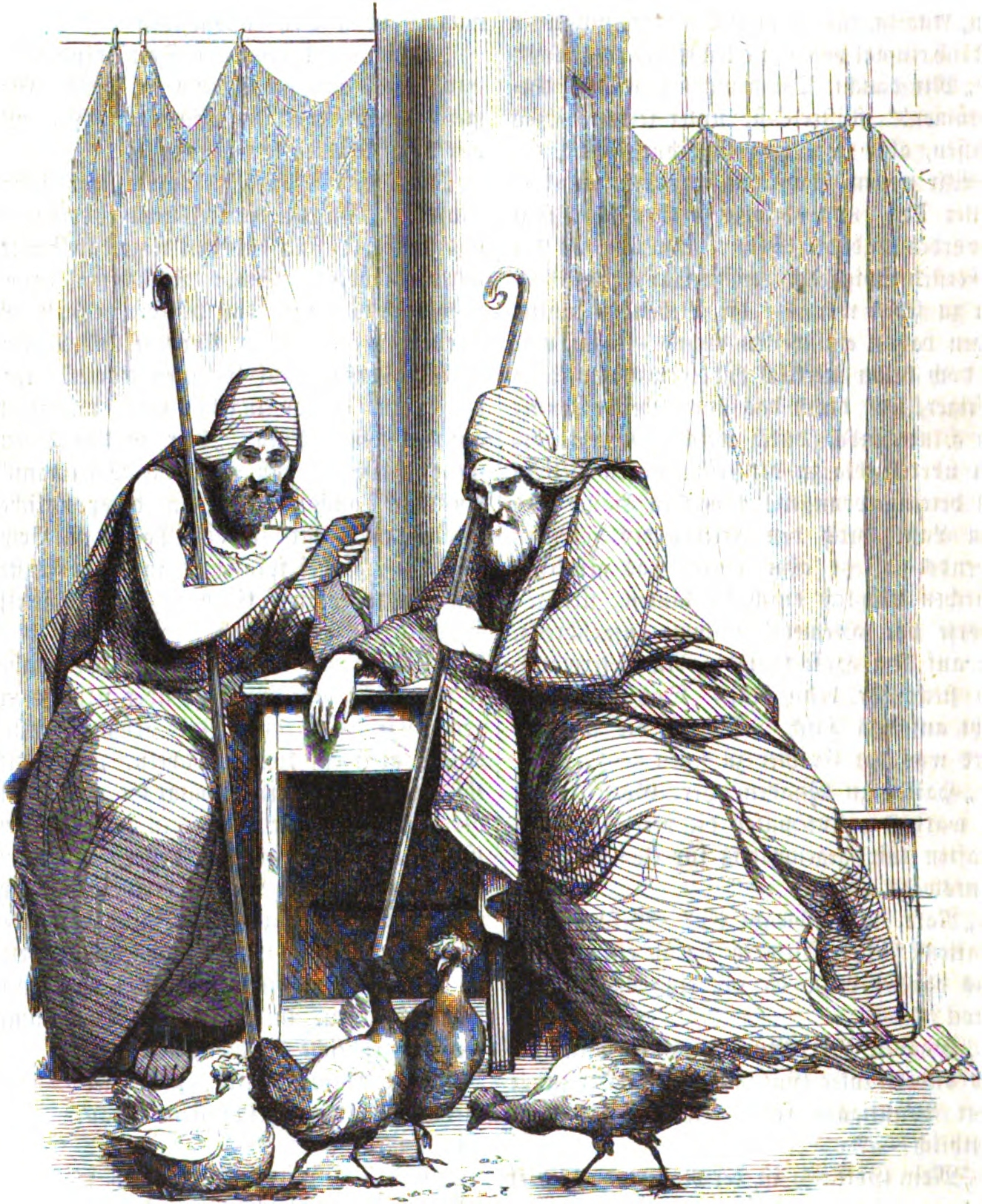
أَوْغورون روم عند توسم الطيور صورة من مجلة Westermanns Monatsheften من عام 1863م.

الأَوْغور بالمعنى الرومي ليس كاهنا (sacerdos)، أي ليس موظفًا مسؤولاً عن أداء شعائر الأضحية. ومع ذلك، كان الكهنة قادرين على تولي منصب مجلس الأَوْغورين بمعنى تراكم الوظائف. كان رمز الأَوْغور هو الليتوس (عصا ملتفة lituus) .
يخط الأَوْغور بالليتوس مساحة مربعة في الطبيعة، وهو ما يسمى معبد ، والذي - يستخدم للمراقبة- ويكون في بعض الأحيان موجه نحو الشرق. هنا يمارس الأَوْغور كونتمپولاتيو contemplatio ، وهذا يعني، ان يتطلع في مختلف سينگنا («العلامات»). من السينگنا كانت هناك فئتين رئيسيتين التي auguria impetrativa («علامة مترقبة») وoblativa auguria («علامة غير مواتية»). علاوة على ذلك، كان هناك خمسة أنواع مختلفة من العلامات، واحدة منها عبارة عن ex quadripedibus («من ذوات الأربع قوائم»)، والتي تشير إلى أن التقييد بالطيور هو اقتصار حصل في أوقات لاحقة.
انتظمت جماعة الأَوْغورين في هيئة كهنة، قيل أن تأسيسها كان من قبل رومولوس أو نوما بومبيليوس. في البداية، كانت تتألف دائمًا من ثلاثة أعضاء (واحد لكل من قبائل روما الثلاث الأصلية)، وفي وقت لاحق زاد عدد الأشخاص إلى أربعة، ثم إلى ستة وعلى أبعد تقدير مع قتنون اوغولني Lex Ogulnia إلى تسعة. وصاروا خمسة عشر منذ سولا وستة عشر منذ قيصر. في الحقبة الإمبراطورية، مُنح الحكام الحق في تعيين عدد من المسؤولين أكبر مما كان متوقعًا من الناحية النظرية، بحيث ارتفع عدد الأَوْغورين مرة أخرى.
كان هذا الكهنوت موجودًا أصلاً للدعاء بزيادة الحصاد أو زيادة رفاهية الدولة. فيما بعد صار إلىالاستغناء عن وظيفة الأَوْغور وحل محلها الراؤون Haruspices الأتروريون، قراء الكبد. ولكن حتى في الإمبراطورية الرومية، كان اللقب لا يزال يستخدم أحيانًا من قبل بعض الأباطرة، مثل فيسباسيان (انظر صورة العملة الرومية).

## التأثيل
ربط البعض جذر كلمة اغور واغوريوم مع اوغِرِ augere اللاتينية («زاد»).ويشار في ذلك إلى شعائر الخصوبة والإكثار المفترضة وعلاقتها بالعصى الملتوية. إلا أنه عادةٍ ما تُرد إلى صيغة كلمة avi-gur ، والتي جُعلت اصلًا حتى عند المؤلفين القدماء. في جين يمكن اتباع التفسيرات القديمة للمقطع au دون أي مشاكل مع avis (طير)، فإن اشتقاق المقطع الثاني gur أصعب. وقد شرح إما بالكلمة garrire («، الدردشة، الثرثرة»)  أو بالكلمة gustus («التكلفة»)،  ولكن في الغالب بالكلمة gerere («تصرف»). ويصلح هنا ما سبق وذكره النحوي Priscian ،  الذي يمكن أن يفهم أيضا بالصيغة avi-ger. عزا نيومان Günter Neumann المقطع gur مثلما سبق وفعل سويتونيوس إلى gustus وربطها بالجذر الهندو-اوروبي * geus- ومعنى «تمحيص، حُكم». ترجم augur بمعنى «فحص-الطير» وقارنها بـ auspex ، «توسم- الطير». ومع ذلك، يظل تفسير الجزء الثاني من الكلمة غير واضح في نهاية المطاف.

## المؤلفات
- Werner Eisenhut
- A. Walde ، يوهان بابتيست هوفمان: القاموس اللاتيني اللاتيني. الطبعة الخامسة (بدون تغيير). 2 مجلدات. الشتاء، هيدلبرغ 1982، ISBN 3-533-00668-9 (المجلد. 1)، ISBN 3-533-00669-7 (المجلد. 2)، (المكتبة الهندية الأوروبية. القسم 1: مجموعة من الكتب والأدلة الهندية الأوروبية. الصف 2: قواميس 1، 1-2).
- Dominique Briquel